# Yahata Toshihiro
Toshihiro Yahata (sinh ngày 29 tháng 5 năm 1980) là một cầu thủ bóng đá người Nhật Bản.

## Sự nghiệp câu lạc bộ
Toshihiro Yahata đã từng chơi cho Kashima Antlers, Vegalta Sendai, Mito HollyHock và Matsumoto Yamaga FC.